# Kankí
Kankí est une ville mexicaine de la municipalité de Tenabo, dans l'État de Campeche, avec une population de 183 h.

## Étymologie
Kankí est un nom préhispanique, plus précisément le nom maya d'un buisson sauvage qui produit d'abondantes fleurs jaunes. 

## Histoire

### Kankí préhispanique
Le site de Kankí a été signalé par Pollock en mai 1940, qui l'a trouvé lors de ses explorations dans la région de Puuc de l'État de Campeche.
Le peuplement de la région de Kankí date de l'an 50 apr. J.-C., époque durant laquelle on estime que se produisit l'expansion de la zone de la Grande Route. C'est à cette période qu'ont commencé des travaux de céramique et la création de plates-formes avec des structures en pierre dotées de toits en guano qui ont apparemment connu leur splendeur maximale entre les années 500 et 600 au début de la période classique mésoaméricaine.
Au centre de la zone se trouve un palais à deux niveaux et des vestiges de constructions avec des éléments architecturaux de style Puuc. Dans ce palais, une paire de linteaux gravés ont été trouvés. La magnificence de son architecture est soulignée par la végétation qui l'entoure. L'ensemble se compose de dix patios, de nombreux chultuns et plates-formes basses, ainsi que de la Structure I ou Palais, structure la plus importante du site.

## Climat
Le climat de savane prévaut dans la région. La température moyenne annuelle dans la région est de 24 ° C. Le mois le plus chaud est mai, durant lequel la température moyenne est de 28°C, et le plus froid est décembre, avec 21°C. La pluviométrie annuelle moyenne est de 1660 millimètres. Le mois le plus humide est août, avec une moyenne de 339 mm de précipitations, et le plus sec est mars, avec 15 mm de précipitations.